# Néstor Ortigoza
Néstor Ezequiel Ortigoza (* 7. Oktober 1984 in San Antonio de Padua) ist ein ehemaliger paraguayischer Fußballnationalspieler.

## Karriere

### Verein
Der gebürtige Argentinier Ortigoza spielt seit 2004 für die Argentinos Juniors aus der Hauptstadt Buenos Aires in der Primera División, der höchsten argentinischen Spielklasse. Lediglich in der Clausura 2005 wurde er für ein halbes Jahr an den damaligen Zweitligisten Nueva Chicago, einen Stadtteilclub von Buenos Aires, ausgeliehen. Nach seiner Rückkehr dauerte es noch bis 2007, bis sich der defensive Mittelfeldspieler zum Stammspieler entwickelte. In der Clausura 2010 konnte er seinen ersten Titel feiern, als die Argentinos Juniors nach zwei Titeln in den 1980er Jahren erstmals wieder die Meisterschaft gewinnen konnten. 2010 wechselte Ortigoza zu CA San Lorenzo und blieb bei dort bis 2017, wurde aber von 2012 bis 2013 an den Emirates Cultural SC ausgeliehen. 2017 spielte er 26 Spiele für Club Olimpia und von 2018 bis 2019 bei Rosario Central. Von Anfang 2020 bis Sommer 2021 war Ortigoza bei Estudiantes de Río Cuarto unter Vertrag. Im Sommer 2021 wechselte er zurück zu seinem ehemaligen Verein CA San Lorenzo, bei dem er Ende 2022 seine Karriere beendete.

### Nationalmannschaft
Im Vorfeld der Fußball-Weltmeisterschaft 2010 in Südafrika interessierte sich auch der argentinische Nationaltrainer Diego Maradona für ihn und er erhielt eine Einladung zu einem Trainingslager, das dann aber nicht stattfand. Da die Chancen für eine WM-Teilnahme im stark besetzten Mittelfeld der Argentinier gering waren, erwarb Néstor Ortigoza, dessen Vater aus Paraguay stammt, stattdessen im April 2009 die paraguayische Staatsbürgerschaft und trat am 10. Oktober 2009 bei einem WM-Qualifikationsspiel gegen Venezuela erstmals für Paraguay an. Insgesamt sechsmal kam er vor der WM zum Einsatz und stand dann auch im Aufgebot Paraguays für das Endturnier. In den Vorrundenspielen kam er nicht zum Einsatz, im Achtelfinale gegen Japan hatte er aber doch noch seinen ersten WM-Einsatz und stand in der Startaufstellung. Insgesamt stand Ortigoza 33-mal für die Nationalmannschaft Paraguays auf dem Platz.

## Erfolge
- 2010: Argentinischer Meister (Clausura) mit den Argentinos Juniors
- 2012: Abteilung 1 der VAE
- 2013: Primera División (Argentinien)
- 2014: Copa Libertadores-Sieger (Bester Spieler im Finale der Copa Libertadores)
- 2015: Supercopa Argentina
- 2018: Copa Argentina